# Acyphoderes aurulenta
Acyphoderes aurulenta là một loài bọ cánh cứng trong họ Cerambycidae.